# Akodon spegazzinii
Akodon spegazzinii és una espècie de mamífer rosegador del gènere Akodon que viu al nord-oest de l'Argentina. El seu hàbitat natural són els herbassars i boscos situats a altituds d'entre 400 i 3.500 msnm. Aquesta espècie, variada i de gran difusió geogràfica, fou descrita el 1897 i actualment inclou diverses poblacions abans classificades com a espècies a part. A. spegazzinii és un parent proper de A. boliviensis i altres membres del grup d'espècies A. boliviensis. Es reprodueix durant tot l'any. Apareix com a espècie «en risc mínim» a la Llista Vermella de la UICN, a causa de la seva àmplia distribució i la quantitat d'exemplars que n'hi ha.